# Боаз (Західна Вірджинія)
Боаз (англ. Boaz) — переписна місцевість (CDP) в США, в окрузі Вуд штату Західна Вірджинія. Населення — 1321 особа (2020).

## Географія
Боаз розташований за координатами 39°22′8″ пн. ш. 81°29′18″ зх. д. / 39.36889° пн. ш. 81.48833° зх. д. (39.368841, -81.488366).  За даними Бюро перепису населення США в 2010 році переписна місцевість мала площу 11,61 км², з яких 9,48 км² — суходіл та 2,13 км² — водойми.

### Клімат
| Клімат : Боаз         | Клімат : Боаз | Клімат : Боаз | Клімат : Боаз | Клімат : Боаз | Клімат : Боаз | Клімат : Боаз | Клімат : Боаз | Клімат : Боаз | Клімат : Боаз | Клімат : Боаз | Клімат : Боаз | Клімат : Боаз | Клімат : Боаз |
| Показник              | Січ.          | Лют.          | Бер.          | Квіт.         | Трав.         | Черв.         | Лип.          | Серп.         | Вер.          | Жовт.         | Лист.         | Груд.         | Рік           |
| Середній максимум, °C | 2,8           | 5,0           | 11,7          | 17,8          | 22,8          | 26,7          | 28,9          | 27,8          | 23,9          | 17,8          | 11,7          | 5,6           | 16,7          |
| Середній мінімум, °C  | −5            | −4,4          | 0,0           | 5,0           | 10,0          | 15,0          | 17,8          | 16,7          | 12,8          | 5,6           | 1,7           | −2,2          | 5,6           |
| Норма опадів, мм      | 66            | 64            | 104           | 86            | 97            | 97            | 107           | 109           | 81            | 74            | 84            | 81            | 1049          |
| --------------------- | ------------- | ------------- | ------------- | ------------- | ------------- | ------------- | ------------- | ------------- | ------------- | ------------- | ------------- | ------------- | ------------- |
| Джерело: Weatherbase  |               |               |               |               |               |               |               |               |               |               |               |               |               |

## Демографія
Згідно з переписом 2010 року, у переписній місцевості мешкало 1297 осіб у 542 домогосподарствах у складі 391 родини. Густота населення становила 112 особи/км².  Було 568 помешкань (49/км²).
Расовий склад населення:
| - 98,1 % — білих - 0,4 % — чорних або афроамериканців - 0,3 % — азіатів - 0,2 % — корінних американців |

До двох чи більше рас належало 0,8 %. Частка іспаномовних становила 0,9 % від усіх жителів.
За віковим діапазоном населення розподілялося таким чином: 23,1 % — особи молодші 18 років, 57,5 % — особи у віці 18—64 років, 19,4 % — особи у віці 65 років та старші. Медіана віку мешканця становила 44,9 року. На 100 осіб жіночої статі у переписній місцевості припадало 91,3 чоловіків;  на 100 жінок у віці від 18 років та старших — 88,3 чоловіків також старших 18 років.
Середній дохід на одне домашнє господарство  становив 87 905 доларів США (медіана — 57 292), а середній дохід на одну сім'ю — 90 296 доларів (медіана — 63 750). За межею бідності перебувало 11,1 % осіб, у тому числі 22,3 % дітей у віці до 18 років та 9,2 % осіб у віці 65 років та старших.
Цивільне працевлаштоване населення становило 581 осіб. Основні галузі зайнятості: освіта, охорона здоров'я та соціальна допомога — 22,5 %, виробництво — 21,3 %, мистецтво, розваги та відпочинок — 10,8 %, роздрібна торгівля — 10,7 %.